# 柳下修
柳下 修（やなぎした おさむ、1933年 - 2024年2月13日）は、日本の切り絵作家。神奈川県川崎市出身。長野県大鹿村在住。雅号は柳 土情（やなぎ どじょう）。
大鹿村を中心に伊那谷の四季や暮らしをモチーフとした数多くの作品を制作。1990年より始めた切り絵カレンダーはライフワークといえる。
渋紙を用いた硬質で微細な線による重厚で立体感あふれる表現を得意とした。

## 経歴
- 1933年　神奈川県川崎市に生まれる
- 1987年　長野県大鹿村に移住
- 1990年　切り絵の創作開始
- 2024年　肺炎のため飯田市の病院で死去、90歳[1]。

## 主な著作
- 1990年 切り絵カレンダー（毎年）
- 1994年「詩歌信濃路の旅」信濃毎日新聞連載
- 1995年「詩歌信濃路の旅」単行本
- 1996年 挿絵「子どもたちの時間」内山節著（岩波書店刊）

## 主な作品
- 大鹿歌舞伎シリーズ
- 大獅子舞い
- 御所平寓居跡，大磧神社の参道，大西公園とさくら橋，大磧神社の参道，市場神社の参道，中央構造線安康露頭（2001年ーカレンダー）
- 大西公園の観音さま，夜泣き松祭り，ヒマラヤの青いケシ，六地蔵さん（2002年カレンダー）
- 釜沢地区のどんど焼き，美翔蓮，大池高原キャンプ場，凍滝（2003年カレンダー）
- 文満地区のどんど焼き，御柱祭，中央構造線サイクリング大会，大池高原の初冬（2004年カレンダー）
- つららの壁，葦原神社の歌舞伎，塩の里祭り，蝶の群舞，宇佐八幡神社の大祓（2005年カレンダー）
- ビガーハウスの水車小屋，ブルーベリーの花，大鹿歌舞伎・本番前の楽屋，するぎ農園の冬支度（2006年カレンダー）
- 松平神社の初詣，花街道，南アルプス開山式，小渋川青木川合流地点，稲刈り，青木の州羽社の大祓い(2007年カレンダー）
- 美しき村の年明け，人形浄瑠璃，雨乞い，深見の祇園まつり，狐の嫁入り，「美しき村」の静かな歳の暮れ(2008年カレンダー）